# パンサー (装輪装甲車)
パンサー（ヘブライ語: פנתר、英語: Panther）は、2019年に公表され、2021年にイスラエル国防軍に配備された装輪装甲車である。ヨルダン川西岸地区で治安維持任務に使用されているゼーブ装輪装甲車およびサファロン装輪装甲車の更新を目的としている。

## 概要
パンサーは、アメリカ合衆国のオシュコシュ・コーポレーションで開発された軍用トラックFMTVをベースとして、イスラエル国防軍技術・整備科の主導で開発された4×4輪駆動の多目的装輪装甲車である。
イスラエル軍は2017年ごろから、従来使用していたM35 2.5tトラックやM809 5tトラックをFMTVシリーズに更新しており、維持および保守のコストを抑える目的でFMTVがパンサー装甲車のベースとして選定された。
パンサーは約10tの重量があり、技術的には舗装路を時速90-100kmで走行可能であるが、安全のため最高速度は60-70km程度に制限されている。車体構造はFMTVとの部品共通化が図られており、装甲化された運転席部分はトラックモデルとほぼ同様で、トラックの荷台部分の代わりに兵員室を搭載したような構造となっている。兵員室には最大12-14名程度の兵士が搭乗可能で、負傷者を乗せた担架であれば6名分を収容可能である。兵員室は装甲化されており、手榴弾や火炎瓶、7.62mmライフル弾などへの防護能力を持つが、対戦車ミサイルのような重火器に対抗するほどの防御力ではなく、ナメルやエイタンのような前線で使用される重装甲車に代わるものではない。
2019年にパンサーの試作車の開発が公開され、2021年にはヨルダン川西岸地区で活動する作戦部隊に引き渡された。2022年に発生した多発テロ攻撃への反抗作戦に投入された際、パンサーの車体の大きさが原因で狭い路地への進入が困難なケースがあることがわかり、より小型のティグリスが2023年初頭に緊急追加配備された。